# Grande Italie
Pour les articles homonymes, voir Italie (homonymie).

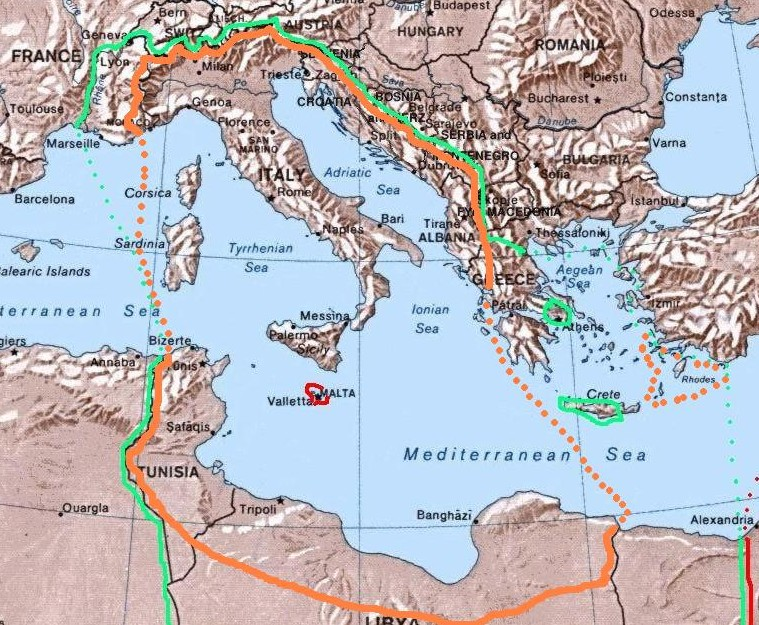
En orange, la limite des territoires de la Grande Italie. En vert, l'ensemble des territoires occupés par l'Italie durant la Seconde Guerre mondiale.

La Grande Italie, ou Italie impériale, est un concept expansionniste italien mis en avant durant la période fasciste pour rassembler sous la tutelle italienne, l'ensemble des territoires qui ont pu être des prétentions irrédentistes italiennes (Corse, Nice, Dalmatie, Malte, Savoie, et Tessin), mais également un certain nombre de territoires autour de la Méditerranée dont l'Albanie, le Monténégro, la Tunisie et la Libye. Une grande partie de ces territoires ont été par la suite occupés par l'Italie durant la Seconde Guerre mondiale. L’Italie avait occupé Antalya de 1919 à 1921, mais avec la victoire des armées Kémalistes les troupes italiennes ont dû abandonner la ville.
Dans la logique fasciste, l’objectif était de permettre à l'Italie de regagner l’hégémonie en Méditerranée, hégémonie perdue depuis l’Empire romain.
L'artisan de cette idée fut Cesare Maria De Vecchi, nommé gouverneur du Dodécanèse en 1936, et qui rêvait d’une Italie impériale qui inclurait toutes les terres irrédentes, peuplées par des Italiens depuis des siècles, ainsi que la Libye et la Tunisie, où des émigrés italiens avaient créé des « colonies » à la fin du XIXe siècle. À partir de 1936, les îles du Dodécanèse furent incluses dans cet ensemble, et subirent une italianisation forcée : De Vecchi imposa l’usage de l’italien et créa une colonie de 7 000 Italiens à Rhodes et alentour. En 1938, l’Italie annexa les provinces côtières de sa colonie de Libye et en fit des provinces italiennes : ce fut la deuxième étape, où le rôle d’Italo Balbo fut essentiel (il y avait en 1940 110 000 Italiens en Libye, soit 12 % de la population). En faisant la guerre à la France en 1940, l’Italie espérait recouvrer la Corse, Nice et la Savoie, ainsi que les colonies françaises de Tunisie et à Djibouti.
En 1940, le comte Ciano, ministre des Affaires Etrangères, manifesta un intérêt pour la partition de la Suisse entre l’Allemagne et l’Italie : l’Italie aurait annexé le Tessin, les Grisons et le Valais. Les idées de De Vecchi furent en partie acceptées par Mussolini dans les années 1940, mais le roi Victor-Emmanuel s’y opposa.
En 1941, avec l’aide de l’Allemagne, Mussolini défit la Grèce et conquit la côte dalmate : le général Ambrosio créa une ligne militaire d’occupation de Ljubljana jusqu’au nord du Monténégro, qui devait devenir la frontière de la Grande Italie. Au sud se trouvaient inclus dans l’Italie, le Monténégro, la Grande Albanie et la principauté de Pinde en Epire.
De Vecchi et Mussolini souhaitaient aussi inclure Corfou (où vivaient de nombreux Italiens), les îles ioniennes et les îles Egée du sud (autrefois contrôlées par Venise) ainsi que la Crète pour former un arc qui s’étendrait vers le Dodécanèse déjà rattaché.
Le projet incorporait aussi une expansion en Afrique, qui donnerait là aussi une continuité entre la Libye et la Somalie.
Il s’agissait de faire une Grande Italie vers l’Est, similaire au Lebensraum nazi.
En 1942, avec l’occupation par l’Italie de la Corse et de la Tunisie (intégrée à la Quarta Sponda), le projet était devenu réalité : hormis Malte, tous les territoires visés étaient occupés par l’Italie.
Mais, quelques mois plus tard, la Tunisie fut prise par les Alliés, avant que les autres territoires occupés ne tombent eux aussi. En 1947, l’Italie perdit toutes ses possessions coloniales ; seule la Somalie italienne fut maintenue (indépendance en 1960).